# Quintus Articuleius Paetus (Konsul 78)
Quintus Articuleius Paetus war ein im 1. Jahrhundert n. Chr. lebender römischer Politiker.
Durch die Arvalakten ist belegt, dass Paetus im Jahr 78 Suffektkonsul war. Sein Name ist auch in einer Inschrift auf einer Bleiröhre aufgeführt. Er ist der Vater des gleichnamigen ordentlichen Konsuls von 101, Quintus Articuleius Paetus.